# Sonzacate
Sonzacate est une municipalité située dans le département de Sonsonate au Salvador.

## Démographie
Sa population était de 25 005 habitants en 2007.